# Hieda no Are
Hieda no Are (稗田 阿礼 Bại Điền A Lễ) (? – ?) chủ yếu được nhiều người biết đến là nhân vật đóng vai trò quan trọng trong việc biên soạn bộ chính sử Kojiki (古事記 Cổ sự ký) vào năm 712. Dù mơ hồ về ngày tháng năm sinh của Are thì giới sử gia chỉ đoán chừng là bà đảm nhận công việc này vào cuối thế kỷ 7 và đầu thế kỷ 8.

## Thân thế
Rất ít thông tin về xuất thân của Are. Một đoạn trong cuốn Seikyūki (西宮記 Tây cung ký) gợi ý rằng Are thuộc về gia tộc Sarume-no-kimi, có tổ tiên gốc gác từ thời nữ thần Ame-no-Uzume-no-Mikoto.
Các học giả như Kunio Yanagita và Saigō Nobutsuna đưa ra giả thuyết rằng Are là một phụ nữ. Are được ban cho tước vị là toneri (舎人 Xá nhân), thường là chức tước thuộc về nam giới. Tuy nhiên, các thành viên trong dòng họ Sarume-no-kimi nổi tiếng là những cô đồng giữ đền thần. Ngoài ra, một số đoạn trong Kojiki dường như là do một người phụ nữ chấp bút viết nên.

## Kojiki
Vào thế kỷ thứ 7, Thiên hoàng Tenmu sắp sửa tiến hành chỉnh sửa lại những mâu thuẫn trong lịch sử quốc gia có trong các cuốn Teiki (帝紀 Đế kỷ) và Kyūji (旧辞 Cựu từ) khác nhau được lưu truyền trong giới quý tộc. Ông sắp xếp và ra lệnh cho Are, hiện đang ở tuổi 28, ghi nhớ nội dung trong sách. Are nổi tiếng với trí thông minh: "bẩm sinh sáng sủa và minh mẫn, Are có thể đọc thuộc lòng dù chỉ một lần và nhớ rõ khi nghe đúng một lần". Tenmu chết trước khi công việc này gần xong xuôi. Sau đó, Nữ Thiên hoàng Gemmei mới ra lệnh cho đại thần Ō no Yasumaro biên soạn Kojiki dựa trên những gì Are nhớ được. Việc này hoàn tất vào năm 712.